# عبد الملك بن دعسين
ابن دَعْسَيْن، عبد الملك بن عبد السلام بن عبد الحفيظ ابن دعسين الأموي القرشي (952 هـ/ 1545م - 1006 هـ/ 1597م) من أئمة اليمن، كان عالماً بالكتاب والسنة، والفقه والحديث والنسب، ومطلعاً على التاريخ والأدب.

## مؤلفاته
- إعداد الزاد بشرح ذخر المعاد في معارضة بانت سعاد للبوصيري.
- منحة الملك الوهّاب بشرح ملحة الإعراب.
- قرة العين لمعرفة بني دعسين.
- جواهر المسلوك المتحلي بها جيد السلوك إلى ملك الملوك.
- الدر النضيد في أنساب بني خالد بن اسيد.